# Percy Jackson y los héroes griegos
Percy Jackson y los héroes griegos es una colección de cuentos cortos sobre doce héroes importantes de la Antigua Grecia contado desde el punto de vista de Percy Jackson y escrito por Rick Riordan.

## Resumen
En este libro Percy narra las historias más importantes de doce héroes griegos, intoducidas por una intruducción y rematadas con un epílogo.

## Héroes protagonistas
- Psique
- Perseo
- Faetón
- Otrera
- Dédalo
- Teseo
- Atalanta
- Belerofonte
- Cirene
- Orfeo
- Hércules
- Jasón